# El Busto
El Busto (baskisch Etaiu) ist ein nordspanisches Dorf und eine Gemeinde (municipio) mit 54 Einwohnern (Stand: 2024) im Süden der Autonomen Gemeinschaft Navarra. 

## Lage und Klima
El Busto liegt gut 55 km (Fahrtstrecke) südwestlich von Pamplona bzw. ca. 20 km nordöstlich von Logroño in einer Höhe von ca. 430 m. Durch den Süden der Gemeinde verläuft die Autovía A-12. 

## Bevölkerungsentwicklung
| Jahr      | 1970 | 1981 | 1991 | 2001 | 2011 | 2021 |
| Einwohner | 166  | 126  | 118  | 102  | 79   | 53   |

## Sehenswürdigkeiten
- Andreaskirche